# Escola Dos Rius
L'Escola Dos Rius és una escola de Camarasa (Noguera). L'edifici és una obra inclosa a l'Inventari del Patrimoni Arquitectònic de Catalunya.

## Edifici
L'Escola Pública de Camarasa està situada al sud del nucli urbà, entre l'avinguda de Sant Isidre i la carretera C-13 al seu pas per la població.
Es tracta d'un edifici aïllat, orientat de nord-oest a sud-est i amb la façana principal d'accés afrontada amb el carrer (anomenat 'de les Escoles') que uneix l'avinguda de Sant Isidre (al sud-est, avinguda que mena al camí de Cubells) amb l'artèria principal del municipi, la carretera C-13, que mena a Balaguer cap al sud-oest i a Tremp al nord.
L'edifici és fet amb maó, arrebossat amb morter i pintat. Es desplega segons un eix de simetria en el centre del qual hi ha l'accés i les dependències del professorat. La porta principal d'accés, se situa lleugerament endarrerida respecte la línia de la façana, creant un espai de vestíbul exterior que és cobert amb una planxa de ciment. A sobre, la paret s'eleva per sobre dels cossos de les ales en tres trams. Al davant de la porta hi ha una escalinata d'accés de pedra. A banda i banda de la porta i el cos central s'obren dues ales amb quatre aules cadascuna en què, a cada ala, dues s'arrengleren a la façana principal i les altres dues formen una 'U' amb les de l'altra ala a la façana posterior. Als extrems d'aquestes ales hi ha adossats els cossos (més baixos i més estrets que l'edifici principal) per als lavabos del professorat i l'alumnat respectivament.
La teulada és a quatre vessants, amb un ràfec simple. Les finestres, com la porta, són senzilles obertures rectangulars dobles amb un pilar fet amb maons al centre.
L'edifici de l'escola va ser projectat i construït durant la Segona República (1931-39), com a resultat de la política de noves escoles creades segons criteris d'il·luminació, ventilació i organització funcionals.